# Aphanamixis sumatrana
Aphanamixis sumatrana är en tvåhjärtbladig växtart som beskrevs av Henry Nicholas Ridley. Aphanamixis sumatrana ingår i släktet Aphanamixis och familjen Meliaceae. Inga underarter finns listade i Catalogue of Life.